# Francesco Illy
Francesco Illy (maghiară Illy Ferenc, n. 7 octombrie 1892, Timișoara – d. 1956, Trieste) a fost un contabil maghiar, și inventator de mașini de cafea.
Francesco Illy s-a născut în Timișoara într-o familie mixtă, tatăl său fiind de naționalitate maghiară, János Illy, iar mama sa de etnie germană, Aloisia Rössler. După școala secundară, Francesco Illy s-a mutat la Viena, unde a lucrat pentru două companii mari din Transilvania. În 1914, la vârsta de 22 de ani, a fost recrutat în armata austro-ungară și a luptat pe aproape toate fronturile din Primul Război Mondial, participând inclusiv la Bătălia de la Krasnik și Bătăliile de la Isonzo.
După război, el a rămas cu sora sa la Trieste, unde s-a căsătorit ulterior cu o localnică. A lucrat pentru companii care se ocupau cu vânzarea de cacao și torefiere. El a inventat mai târziu metoda sa proprie pentru menținerea calității cafelei proaspăt prăjite, cutiile cu cafea vidate, putând astfel livra cafea și în alte locuri, în loc să o prăjească la fața locului. El a format un parteneriat cu producătorii locali de cafea Hausbrandt.
În 1933, Illy a fondat Illycaffè, și a inventat primul aparat automat de făcut cafea, înlocuind apa fierbinte sub presiune cu abur. Illetta (numele aparatului automat de cafea) a devenit predecesorul aparatului de cafea espresso de astăzi. Fiul său, chimistul alimentar Ernesto Illy (1925–2008), a preluat conducerea companiei de cafea, care la ora actuală este la cea de-a treia generație Illy.
În 2008 primăria Timișoarei a anunțat că intenționează să amenajeze în Turnul de apă din Iosefin o mică cafenea culturală cu un muzeu al cafelei, dedicată lui Francesco Illy. În acest scop primăria va investi 200 000 de lei din bugetul local.